# Inspecs Group
Inspecs Group PLC ist ein britisches Unternehmen mit Sitz in Bath, das optische Produkte, insbesondere Brillen, produziert und vertreibt. In Deutschland gehört Eschenbach Optik zu dem Konzern.

## Geschäftsmodell
Inspecs deckt über seine verschiedenen Unternehmenszweigen das Geschäft mit Brillen in einer großen Tiefe ab. Dies reicht vom Design über die Produktion in eigenen Fabriken bis zu Vermarktung und Vertrieb insbesondere im Business-to-Business-Geschäft mit Optik-Fachhändlern. Inspecs bedient auf diesem Weg mehr als 75.000 Einzelhandelsstandorte in 80 Ländern weltweit.
Die Produkte erstrecken sich dabei von Gestellen und Linsen zur Sehkorrektur über Sonnenbrillen bis hin zu Schutzbrillen. Der Vertrieb erfolgt über rund 50 Marken, bei denen es sich entweder um eigene Marke oder erworbene Lizenzen handelt. Beispiele für erworbene Lizenzen sind für Schutzbrillen Caterpillar und für Brillen als Sehhilfen Barbour, Comma und FC Barcelona. Darüber hinaus produziert Inspecs als Erstausrüster auch Brillen, die unter den Marken anderer Unternehmen gehandelt werden. Die weltweite jährliche Produktionskapazität lag im Jahr 2021 bei rund sieben Millionen Brillengestellen.

## Geschichte
Zunächst war Inspecs ausschließlich im Großhandel und in der Vergabe von Lizenzen an Produzenten von Brillen aktiv. 2017 erwarb das Unternehmen die Killine Group und damit eine erste eigene industrielle Produktionsanlage für Brillen, wodurch eine längere Wertschöpfungskette erschlossen wurde. Der Erwerb weiterer Fabriken in China, Vietnam, Großbritannien und Italien folgte.
Im Februar 2020 unternahm Inspecs den Börsengang an der London Stock Exchange. Im Juli des Jahres wurde der britische Linsenhersteller Norville Group erworben, im November das deutsche Unternehmen Eschenbach Optik.
Im Jahr 2021 erwarb Inspecs das deutsche Unternehmen BoDe Design, das bereits zuvor sein Vertriebspartner in Deutschland und Österreich gewesen war, und EGO Eyewear Limited mit Sitz in Hongkong. Beide Unternehmen sind in ihren jeweiligen Hauptmärkten, Deutschland und Großbritannien als Designer und Händler von Brillen tätig.
Im Jahr 2022 erreichte eine zweite Fabrik in Vietnam den Produktionsbeginn. Im selben Jahr wurde eine Vereinbarung mit Bosch Sensortec zur Entwicklung von Smartglasses geschlossen. Weiterer Produktionsstandorte sind in Portugal und in Vietnam in der Entwicklung.

## Eschenbach Optik
Am 15. November 1913 gründete Josef Eschenbach das nach ihm benannte Unternehmen. Sein Ziel war es, ein Großhandelsgeschäft für optische Produkte und Reißzeuge aufzubauen. Zunächst wurden vorwiegend Sehhilfen und Lupen verkauft. Die zunehmende Automobilisierung und Mobilität der Menschen brachte neue Zielgruppen und Produkte wie Kartenmesser, Kompasse und Teleskope. Sonnenbrillen, besonders für Frauen, entwickelten sich zu einem wichtigen Marktsegment für Eschenbach.
Als eines der ersten Unternehmen in Deutschland begann Eschenbach um 1950 mit dem Import von Ferngläsern aus Fernost. 1988 führte das unternehmen hochflexible Brillenfassungen auf Basis einer Titan-Formgedächtnislegierung unter der Marke Titanflex ein. Im Laufe der Zeit brachte das Unternehmen verschiedene Brillen-Markenkollektionen heraus, dazu zählen neben Titanflex auch Humphrey's Eyewear, Jos. Eschenbach, Freigeist, Brendel Eyewear, Titanfelx Kids und Fineline. Außerdem vertreibt Eschenbach die Lizenzmarken Marc O’Polo Eyewear sowie Mini Eyewear.
1996 folgte die Errichtung eines Technologiezentrums in Nürnberg.
Nachdem das Unternehmen zunächst von Josef Eschenbach und später seinem Sohn Rudolf Eschenbach bzw. den Enkeln Gerd und Walter Eschenbach als Familienunternehmen geführt worden war, zogen sich die Enkel 1999 aus der Geschäftsführung zurück und verkauften Unternehmensanteile in einem kombinierten Management-Buy-out/Management-Buy-in an Hannover Finanz. In einem weiteren Management-Buy-out verkauften Hannover Finanz und die Familie Eschenbach im Jahr 2007 ihre Anteile an Barclays Private Equity, wobei das Management mit 30 % am Unternehmen beteiligt blieb. In der Folgezeit wuchs die Unternehmensgruppe durch die Übernahmen von International Eyewear (2008) und Tura (2009) weiter. Im Jahr 2020 verkaufte Equistone Eschenbach an Inspecs.
Laut dem  Marktforschungsinstitut GfK ist Eschenbach seit 2019 Marktführer in Deutschland für Brillenfassungen in allen Preissegmenten. Zu den heutigen Produkten gehören unter anderem Ferngläser, Lupen und Lupenbrillen sowie Mikroskope. Der einzige Produktionsstandort in Deutschland befindet sich in Nürnberg.